# Марія Хосе Морено
Марія Хосе Морено (30 березня 1967, Кастільєхар, Іспанська держава) — іспанська оперна співачка (сопрано).

## Біографія
Марія Хосе Морено народилася 30 березня 1967 року у Кастільєхарі. Закінчила Escuela Superior de Canto (Мадрид) Співачка виступає на провідних оперних сценах та є лауреатом багатьох міжнародних вокальних конкурсів.

## Нагороди
- II премія Міжнародного конкурсу вокалістів імені Віньяса (1997)[3]
- "Греммі" (2006)[4]